# Victoria Rodríguez (actriz)
Victoria Rodríguez Clavijo (24 de septiembre de 1931 - Madrid, 15 de julio de 2020) fue una actriz española.

## Biografía
Hija de los actores Paquita Clavijo y Manolo Rodríguez, perdió a su padre cuando tenía siete años. Se inició en el mundo de la interpretación en la década de 1940, integrándose junto a su madre en la Compañía de Valeriano León y Aurora Redondo, desde 1949 se anuncia en la cartelera de los principales teatros madrileños con obras como Don Periquito (1949), de José de Lucio o El vampiro de la calle Claudio Coello, de Juan Ignacio Luca de Tena. Pasó luego a la Compañía de Tina Gascó y puso en escena Juego de niños (1952), de Víctor Ruiz Iriarte y El Mariscal (1952), de Ferenc Molnár.
En 1959 intervino de forma asidua en muchos de los estrenos de las obras escritas por Antonio Buero Vallejo, su marido, como: Hoy es fiesta (1956), Las Meninas (1960), Aventura en lo gris (1963), La fundación (1974), Jueces en la noche (1979) y la reposición de Las cartas boca abajo (1981).

## Obras interpretadas

### Teatro
- El remedio en la memoria (1952), de José López Rubio;
- Hablando con la esfinge (1956), de José de Juanes;
- Como buenos hermanos (1957), de Lillian Hellman;[5]
- La reina muerta (1957), de Henry de Montherlant;
- La ciudad sin Dios (1957), de Joaquín Calvo Sotelo;[6]
- La malquerida (1957), de Jacinto Benavente;
- Los pobrecitos (1957), de Alfonso Paso,[7] en el Teatro María Guerrero;
- Como buenos hermanos (1957), de Lillian Hellman;
- Don Juan Tenorio (1959), de José Zorrilla[8] y La Orestiada (1959), ambas con dirección de José Tamayo,
- Hamlet (1962) de William Shakespeare, en su etapa en el Teatro Español;
- Esquina peligrosa (1963), de J.B. Priestley,
- El zapato de raso (1965) de Paul Claudel,
- Nuestra Natacha (1966), de Alejandro Casona, con Nuria Espert;
- Un marido de ida y vuelta (1985), de Enrique Jardiel Poncela, con dirección de Mara Recatero;
- Las mocedades del Cid (1990), de Guillem de Castro,[9]
- Don Juan Tenorio (1990), de Zorrilla, Cristal de Bohemia (1994), de Ana Diosdado,
- La visita de la vieja dama (2000), de Friedrich Dürrenmatt.[10]
- Las brujas de Salem (2007), de Arthur Miller.

### Cine
- Ángeles sin cielo (1957),
- Aquellos tiempos del cuplé (1958),
- Bombas para la paz (1959),
- Pasa la tuna (1960)
- La hora de los valientes (1998), de Antonio Mercero.

### Televisión
Rodó tres versiones de sendas obras de su marido, todas ellas dentro del espacio Estudio 1:
- Historia de una escalera (1971),
- El concierto de San Ovidio en 1973
- La doble historia del doctor Valmy, en 2006,

### Series y teatro televisado
- Escuela de maridos, 1964;
- Hora once, 1969;
- Un paraguas bajo la lluvia, 1986.

## Vida personal
En 1959 contrajo matrimonio con el dramaturgo Antonio Buero Vallejo (1916-2000), con quien estuvo casada durante cuarenta y un años hasta el fallecimiento de éste; tuvieron dos hijos, Carlos y Enrique, el menor de los cuales, Enrique, falleció en accidente de coche en 1986 en la carretera M-601, en la Comunidad de Madrid.
Falleció el 15 de julio de 2020 a los ochenta y ocho años, en Madrid a causa de una neumonía no relacionada con la COVID-19.

## Premios y reconocimientos
- 1957, Premio Nacional de Interpretación.[13]